# Bulletin de la Societe Dendrologique de France
Bulletin de la Société Dendrologique de France (abreviado Bull. Soc. Dendrol. France) es una revista con ilustraciones y descripciones botánicas que ha sido publicada en Francia desde 1906 (estuvo suspendida en  1914-1919).